# Monte Thorne
Il Monte Thorne (in lingua inglese: Mount Thorne) è un picco roccioso antartico alto 1.465 m, situato sul fianco orientale del Ghiacciaio Amundsen, 11 km a nordovest del Monte Goodale. È posizionato nelle Hays Mountains, catena montuosa che fa parte dei Monti della Regina Maud, in Antartide. 
Il monte fu scoperto nel 1929 dal gruppo guidato dal geologo Laurence McKinley Gould (1896-1995) che faceva parte della spedizione antartica dell'esploratore polare americano Richard Evelyn Byrd.
La denominazione è stata assegnata in onore di George Arthur Thorne (1901-1939), topografo e conduttore di cani da slitta di detta squadra.